# Marc & Alex

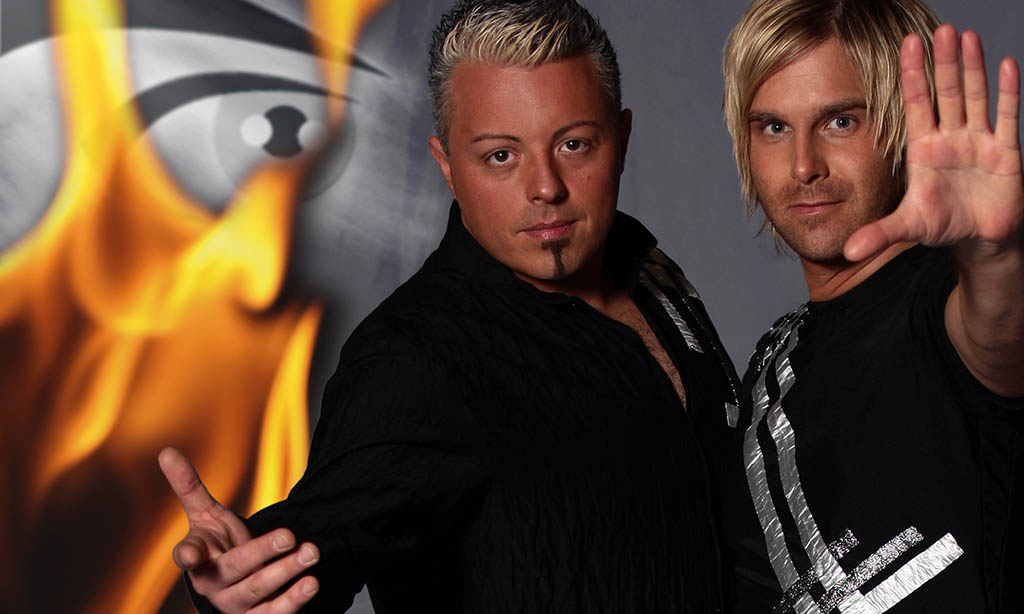
Porträt Marc & Alex

Marc & Alex sind die deutschen Illusionisten und Zauberkünstler Marc alias René Marc Léger (* 1. Juni 1975 in Tübingen) und Alex alias Matthias Alexander Neu (* 11. August 1974 in Tübingen). Sie gewannen unter anderem den 3. Platz bei der FISM-Weltmeisterschaft 2006 und waren Deutscher Meister 2005. Im Jahr 2009 traten sie bei Stars in der Manege auf.

## Biografie
Marc begann im Alter von 5 Jahren mit dem Zauberkasten. Seit dieser Zeit zaubert er vor Publikum. Mit 15 Jahren begegneten sich Marc und Alex in der Schule. Bei der Aufnahme des ersten Demovideos war Alex noch Assistent. Zwei Jahre später standen beide gleichberechtigt auf der Bühne. 1995 zauberten sie in ihrer ersten Varieté-Produktion in ihrer Heimatstadt Rottenburg am Neckar mit einer selbstgebauten Großillusion, der Fluchtkiste.
Seit 2001 sind sie Mitglied im Magischen Zirkel von Deutschland und repräsentieren die Stuttgarter Schule von Eberhard Riese. Die Leidenschaft an der Magie und an den großen Zaubertricks ließ sie nicht mehr los. Heute haben sie mit ihrer achtköpfigen Crew internationale Auftritte.

## Highlights

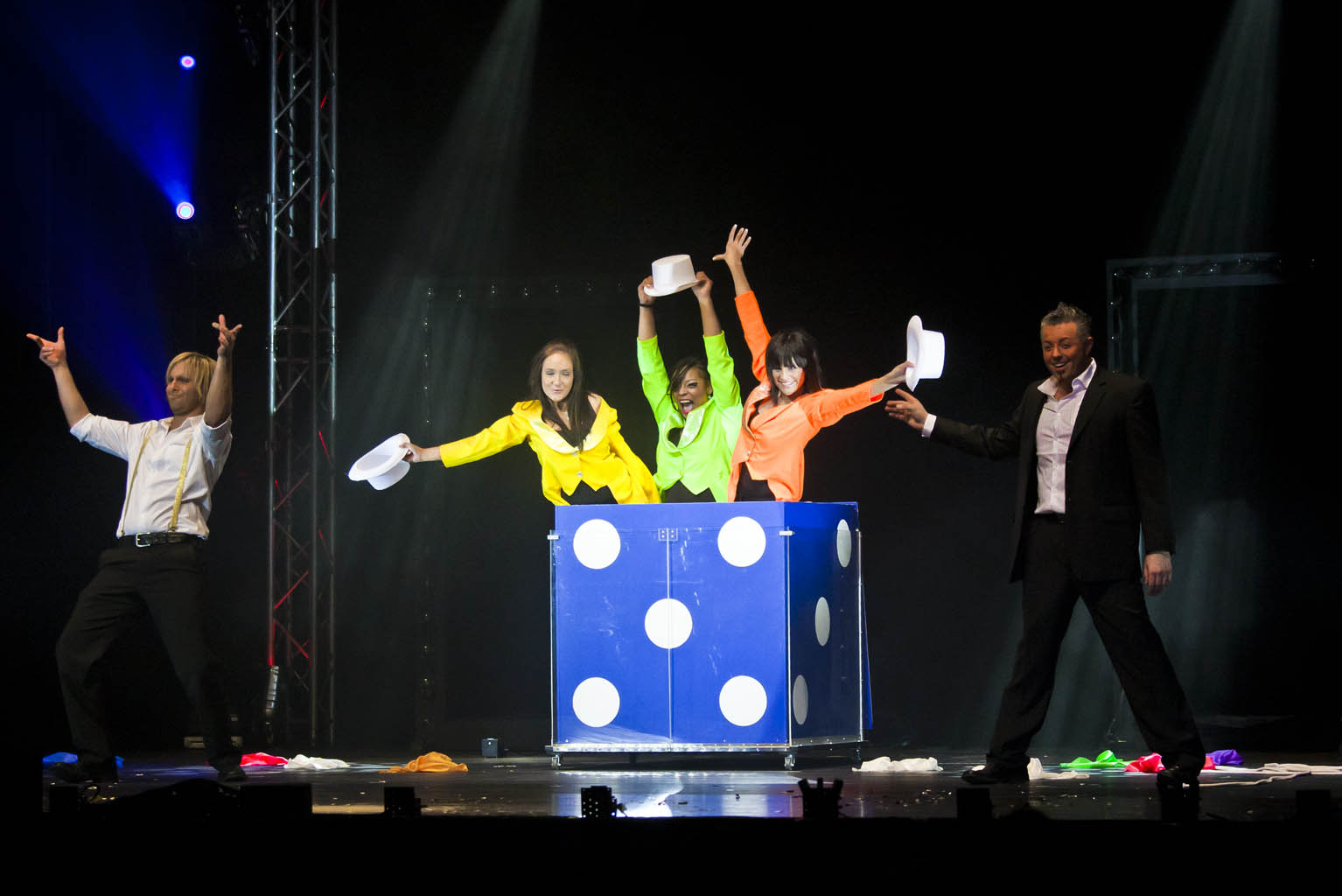
Marc & Alex mit Team

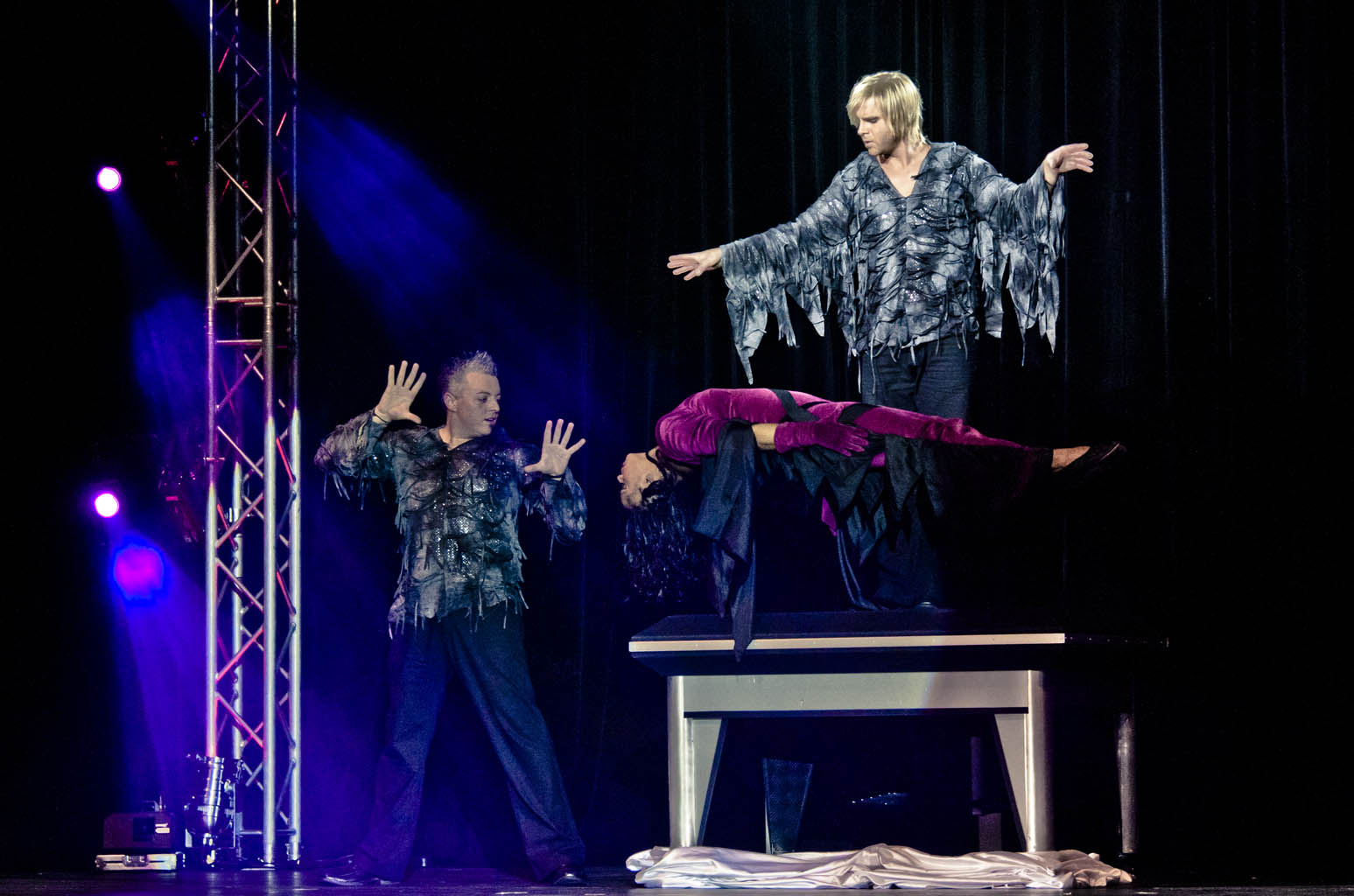
Marc & Alex Levitation

Als besonderes Highlight ihrer Zauberkunst gilt die Erscheinung eines 16 Meter langen Reisebusses aus dem Nichts bei der Firma Neoplan. Im selben Jahr brachten sie ihre Entertainmentshow World of Illusions auf die Bühne. In den Jahren 2007 und 2008 komplettierten sie die Trilogie mit Dreaming – The World of Illusions und The World of Illusions – Reloaded. Als besonderer Gast der beiden Shows war ihr Kollege Gaston eingeladen. Bei Patrick Sébastiens Le Plus Grand Caberet du monde zeigten sie ihre neue Spikerillusion.
Gemeinsam mit dem Handels- und Gewerbeverein Rottenburg riefen sie 2003 das Rottenburger Gauklerfest ins Leben. Als Auftakt dazu bringen sie seit 2012 die Rottenburger KeimGala, eine internationale Varieté-Gala, in der Festhalle auf die Bühne.
Im Jahr 2009 sind sie zu Gast bei Stars in der Manege und lassen Uschi Glas schweben. Im Jahr 2010 feierten sie gemeinsam mit Gaston ihr 20-jähriges Bühnenjubiläum.
Am 4. März 2012 nahmen sie am Guinness World Record teil. Bei der Tübinger Magier-Gala waren sie ein Teil der Show 100 Magier in 100 Minuten.
Im Dezember 2012 brachten sie die abendfüllende Show 22 – The New Show heraus, 2015 gefolgt von 25 Jahre M&A.
Im Oktober 2013 wurden Marc & Alex zu Künstlern des Jahres 2013 ausgezeichnet. Bei der Goldenen Künstler-Gala in der FILharmonie Filderstadt bekamen sie das Goldene Künstlermagazin verliehen.
Im Januar 2014 gehörten sie zum Show-Programm der Deutschen Meisterschaft des MZVD in Sindelfingen. Vor geladenen Gästen zeigten sie ihre Tricks und Großillusionen.
In Frankreich beim „10. Festival International des Dauphins Magiques“ wurden sie im März 2014 mit dem Goldenen Delphin ausgezeichnet.

## Erfolge
- Künstler des Jahres 2013
- Guinness World Record 2012 (100 Magier in 100 Minuten)
- 3. Platz FISM World championship of Magic 2006[7]
- 4. Platz S.A.M. European Magic Championship 2005
- 1. Platz und Deutscher Meister (Großillusion) 2005[8]
- 1. Platz Süddeutsche Meisterschaft (Großillusion) 2004
- 3. Platz FISM Weltmeisterschaften (Großillusion) (Dr. Marrax & Company) 2003
- 2. Platz und Deutscher Vize-Meister (Großillusion) 2002
- 2. Platz Luxemburger Zaubermeisterschaften 2001
- Gewinner des Berliner Varieté-Preis 2001